# Divisioni amministrative della Sacha
Gli ulus della Repubblica Autonoma della Sacha (o Jacuzia) sono le unità amministrative in cui è suddivisa la repubblica, che è - a sua volta - un'unità amministrativa della Russia.

La Sacha (Jacuzia) è la più grande unità amministrativa del mondo.

Le unità amministrative di 2º livello (equivalenti degli ulus) sono detti nel resto della Russia rajon.

Ecco un prospetto dei 35 Ulus della Jacuzia-Sacha:
| N° | Ulus (e capoluogo)                      | Superficie | Popolazione | Densità |
| -- | --------------------------------------- | ---------- | ----------- | ------- |
| 1  | Namskij (Namcy)                         | 11.890     | 22.530      |         |
| 2  | Ust'-Aldanskij (Borogoncy)              | 18.300     | 21.243      |         |
| 3  | Tattinskij (Ytyk-Kjuël')                | 18.984     | 16.337      |         |
| 4  | Čurapčinskij (Čurapča)                  | 12.820     | 19.466      |         |
| 5  | Megino-Kangalasskij (Nižnij Bestjach)   | 11.200     | 31.391      |         |
| 6  | Distretto urbano della capitale Jakutsk | 122        | 322.897     |         |
| 7  | Changalasskij (Pokrovsk)                | 24.700     | 24.339      |         |
| 8  | Amginskij (Amga)                        | 29.400     | 15.922      |         |
| 9  | Gornyj (Berdigestjach)                  | 45.600     | 11.261      |         |
| 10 | Olekminsij (Olëkminsk)                  | 166.700    | 24.826      |         |
| 11 | Nerjungrinskij (Nerjungri)              | 98.890     | 75.973      |         |
| 12 | Aldanskij (Aldan)                       | 157.000    | 46.733      |         |
| 13 | Ust'-Majskij (Ust'-Maja)                | 95.300     | 9.182       |         |
| 14 | Tomponskij (Chandyga)                   | 135.800    | 14.733      |         |
| 15 | Ojmjakonskij (Ust'-Nera)                | 92.200     | 11.683      |         |
| 16 | Momskij (Chonuu)                        | 104.600    | 4.527       |         |
| 17 | Verchnekolymskij (Zyrjanka)             | 67.800     | 5.653       |         |
| 18 | Srednekolymskij (Srednekolymsk)         | 125.200    | 7.861       |         |
| 19 | Nižnekolymskij (Čerskij)                | 86.820     | 5.932       |         |
| 20 | Allaichovskij (Čokurdach)               | 107.400    | 3.015       |         |
| 21 | Abyjskij (Belaja Gora)                  | 69.400     | 4.320       |         |
| 22 | Ust'-Janskij (Deputatskij)              | 120.300    | 8.744       |         |
| 23 | Verchojanskij (Batagaj)                 | 134.100    | 12.257      |         |
| 24 | Kobjajskij (Sangar)                     | 107.800    | 13.275      |         |
| 25 | Ėveno-Bytantajskij (Batagaj-Alyta)      | 52.480     | 2.785       |         |
| 26 | Bulunskij (Tiksi)                       | 223.600    | 8.339       |         |
| 27 | Žiganskij (Žigansk)                     | 140.200    | 4.047       |         |
| 28 | Viljujskij (Viljujsk)                   | 53.730     | 25.386      |         |
| 29 | Verchneviljujskij (Verchneviljujsk)     | 67.620     | 21.229      |         |
| 30 | Njurbinskij (Njurba)                    | 52.400     | 14.334      |         |
| 31 | Suntarskij (Suntar)                     | 57.800     | 25.304      |         |
| 32 | Lenskij (Lensk)                         | 76.900     | 38.618      |         |
| 33 | Mirninskij (Mirnyj)                     | 165.800    | 46.032      |         |
| 34 | Olenëkskij (Olenëk)                     | 314.630    | 4.072       |         |
| 35 | Anabarskij (Saskylach)                  | 55.600     | 3.985       |         |